# Xerraire emmascarat
El xerraire emmascarat (Pterorhinus perspicillatus) és un ocell de la família dels leiotríquids (Leiothrichidae).

## Hàbitat i distribució
Habita planures, terres de conreu, i boscos del centre i sud-est de la Xina des de Szechwan, Shensi, Honan, Fukien cap al sud fins al sud-est de Yunnan, Kweichow, Kwangsi i Kwangtung i nord i centre del Vietnam a Tonquín i nord i centre d'Annam.